# Psicologia della religione
La psicologia della religione è quella branca della psicologia che si occupa dello studio dei fenomeni religiosi con un approccio di tipo empirico e scientifico.
È una disciplina che affonda le proprie radici in un tempo storico, tanto che si può asserire che i primi sviluppi della psicologia della religione coincidono con lo sviluppo scientifico della psicologia in senso generale. Infatti, il fenomeno della religione è stato oggetto di studio di eminenti esponenti che hanno determinato le moderne concezioni della psicologia. Di religione si occuparono Freud (1907, 1912-13, 1927, 1934-38), Jung (1938-40), James (1902), Fromm (1950), Allport (1950) per citare solo i più noti, ma si potrebbe fare persino il nome di W. Wundt, il quale riteneva necessaria la costruzione di uno specifico approccio culturale in psicologia per lo studio di fenomeni complessi, quali ad esempio il comportamento religioso (Cfr. Belzen, 2006). La disciplina ha quindi una lunga storia che, benché poco nota, rivela quanto nel corso del tempo gli psicologi si siano interrogati circa il fenomeno religioso nel comportamento del soggetto.

## Descrizione

### Definizione
Al contrario, con Psicologia della Religione si intende lo studio scientifico, tramite l'applicazione di teorie e metodi psicologici, dei fenomeni che vengono considerati religiosi all'interno di uno specifico contesto culturale (Vergote, 1993; Belzen, 1997a). 
Occorre però fare una precisazione metodologica importante: la Psicologia della Religione è una disciplina scientifica e come tale non ha alcun potere di giudizio circa la validità o meno dei valori religiosi professati da una persona o da un gruppo sociale. Essa si costituisce come un approccio a-confessionale o, meglio, a-religioso. In questo senso, la psicologia non è né atea, né religiosa. Pertanto, la Psicologia della Religione si caratterizza per un agnosticismo metodologico e per una esclusione sistematica del trascendente, ove con questa seconda opzione si intende l'impossibilità per la psicologia di indagare fenomeni metafisici che esulano dalla realtà empirica osservabile (Aletti, 1992): caso mai, lo psicologo si limita ad osservare il rapporto che l'individuo intrattiene con una entità trascendente postulata e vissuta come presenza significativa nella vita del soggetto. Lo psicologo, quindi, è interessato alla religione professata dal soggetto, il quale indicherà la religione oggettiva a cui si riferisce, rilevata la sua presenza in un contesto culturale (Vergote, 1993).

### Differenza con la psicologia religiosa
Ciononostante, occorre fare chiarezza e distinguere ambiti che potrebbero essere erroneamente confusi: Psicologia della Religione e psicologia religiosa (Beit-Hallahmi, 1992). Psicologia della Religione e psicologia religiosa potrebbero essere delle espressioni equivalenti, dato che, in ambito scientifico, l'aggettivazione designa l'oggetto di studio della disciplina, come per esempio avviene per la Psicologia Sociale (Vergote, 1983). Tuttavia, l'espressione "psicologia religiosa" incappa facilmente in confusioni terminologiche e concettuali, poiché con tale espressione molti intendono una psicologia che già si inserisce in ambito religioso, con lo scopo di ricercare le radici psicologiche della religione nell'essere umano. In questo caso, l'aggettivazione non indicherebbe l'oggetto di studio da parte della psicologia, ma l'intenzione di cui si fa carico la psicologia nell'orientare i soggetti verso una dimensione religiosa, ritenuta valida e fondamentale per la costituzione della personalità (Beit-Hallahmi, 1992). In questo ambito possono trovare applicazione le varie forme di psicologia pastorale o di counseling pastorale.

### Religione come fenomeno culturale
Pertanto, come per qualsiasi altro approccio empirico in psicologia, la Psicologia della Religione si pone come ambito di studio e di ricerca circa il vissuto psichico di un individuo verso la religione presente nel contesto socio-culturale in cui il soggetto ne fa esperienza, sia nel senso di una adesione di fede che del suo rifiuto (Aletti, 1992, 1998). Infatti, la religione, intesa come fenomeno culturale, si inserisce nella vita del soggetto intrecciandosi con il suo sviluppo psichico: l'interazione tra dimensione psichica del soggetto e dimensione socio-culturale determina le vicende dell'identità, sia in senso religioso che di rifiuto della fede. In questo senso, la psicologia non può affermare che l'individuo sia naturalmente orientato verso la religione o, al contrario, naturalmente irreligioso: l'approccio psicologico osserva come l'individuo possa divenire religioso in una propria cultura con una propria religione; oppure come, invece, non lo diventi. Perciò, è la natura del processo del divenire religioso (ateo, indifferente) che la Psicologia della Religione indaga.

### La religione vista anche come fenomeno soggettivo
La Psicologia della Religione, quindi, assume come oggetto di indagine la religione in un duplice senso: da una parte è tenuta a considerare la religione come un fenomeno culturale specifico, oggettivamente presente in una cultura; d'altro canto, la religione è anche un fenomeno soggettivo che chiama in causa l'individuo, inserendosi e movimentando i processi di sviluppo dell'identità del soggetto. Infatti, l'identità religiosa (ma anche l'identità atea) è un'identità psicologica e si contraddistingue per i medesimi processi che regolano la formazione dell'identità psichica di una persona (Vergote, 1999). Pertanto, allo psicologo della religione importano i processi, le dinamiche, i percorsi, i conflitti che l'individuo affronta nel diventare o meno una persona religiosa. Meglio: allo psicologo interessano quelle dinamiche che consentono al soggetto di sviluppare una propria identità personale in relazione ad un sistema religioso culturalmente significativo, a cui può aderire o meno, tenendo presente anche eventuali derive psicopatologiche (Cfr, Vergote, 1978, 2001, 2002; Aletti & De Nardi, 2002; Aletti & Rossi, 2001) Aletti Mario, L'illusione religiosa: rive e derive, Torino, Centro Scientifico Editore, 2001.
In altre parole, la domanda che lo psicologo si pone potrebbe essere questa: quale desiderio è all'opera (e si appaga) nel credere o non credere in un determinato sistema religioso?
La Psicologia della Religione ha perciò come compito fondamentale quello di comprendere le motivazioni dell'atteggiamento degli individui verso la religione, analizzando anche i fattori inconsci della personalità, sia in senso ampio del termine sia in senso propriamente psicoanalitico (Vergote, 1983). Infatti, nella costituzione di una identità religiosa (atea, indifferente) intervengono molteplici fattori non riconducibili a processi unicamente consci: l'atteggiamento verso la religione che l'individuo professa o respinge appare costellato da fattori anche inconsci che si esprimono nell'affettività, nella emotività e nella motivazione (Cfr, Rizzuto, 1979, 2000, 2001, 2002; Aletti, 2001, 2002; Vergote, 1978, 1983).
Riassumendo, si può affermare che la Psicologia della Religione è interessata a studiare da un canto l'influenza che sistemi di credenza religiosa esercitano sulla strutturazione della personalità; mentre d'altra parte osserva come il soggetto si appropria dei contenuti religiosi a cui intenzionalmente fa riferimento (Vergote, 1983), facendo attenzione all'uso psicologico (e psicopatologico) che egli ne fa (Aletti, 1999).